# Oberea bicallosicollis
Oberea bicallosicollis är en skalbaggsart som beskrevs av Maurice Pic 1933. Oberea bicallosicollis ingår i släktet Oberea och familjen långhorningar. Inga underarter finns listade i Catalogue of Life.